# Колморден
Колморден (шв. Kolmården) е гора в централна Швеция, в южната част на Сьодерманланд и разделяща я от Йостерйотланд. Части от нея са разположени също в Нерке. През Средновековието Колморден е била голямо препятствие между Свеаланд и Йоталанд, и затова пътуванията са били предприемани по вода, в Балтийско море.
През 1965 г. близо до гара Колморден е отворена Колморденската зоологическа градина (Kolmårdens Djurpark) с първия делфинариум в Швеция. От 1998 г. съществува също Света на Бамзе, увеселителен парк, посветен на анимационния герой - мечето Бамзе.